# Pedro Orthous
Pedro Orthous Valdivia (Santiago, 11 de diciembre de 1917-ibíd., 15 de junio de 1974) fue un actor, director y profesor de teatro chileno. 

## Biografía
Fue hijo del matrimonio formado por Juan Orthous y Jesús del Carmen Valdivia. Alumno del Instituto Nacional en la secundaria, ingresó después al Instituto Pedagógico de la Universidad de Chile, para seguir la carrera de Castellano.
Su inicio en el teatro se produce en 1935, como miembro del grupo que encabezaba Pedro de la Barra. Fue cofundador del Teatro Experimental de la Universidad de Chile, donde conoció a María Cánepa, con quien colaboró en varios proyectos teatrales y más adelante contrajo matrimonio.
Su estreno como director de teatro es en 1946, dirigiendo la obra Así es... sí os parece. Tras este primer éxito y con una beca estatal francesa, se trasladó a París, donde estudió el maestro Georges Le Roy en el Conservatorio de Arte Dramático. Paralelamente, recibió un nombramiento diplomático ad honorem, gestionado por el entonces embajador Joaquín Fernández, y trabajó por un par de años como agregado cultural en la embajada chilena en París hasta 1948.
A su regreso a Chile, lideró el Teatro Experimental y se dedicó de lleno a la dirección teatral,logrando montajes de envergadura, como  Fuenteovejuna y Macbeth, ambas con la actuación de María Cánepa como figura central. A comienzos de los años 1970 fundó, en conjunto con Cánepa, el Teatro Popular del Nuevo Extremo.
También destinó parte de su tiempo a la docencia y a la crítica cinematográfica. La revista Nuevas Selecciones funcionó bajo su dirección editorial.
A comienzos de 1967 da inicio a un trabajo creativo conjunto con Pablo Neruda, consistente en transformar su cantata poética Fulgor y muerte de Joaquín Murieta en una obra que pudiera montarse. Se trata aquí de la única obra dramática de Neruda. Dirigida por Orthous y estrenada el 14 de octubre de 1967 en el Teatro Nacional, la obra  contó con un elenco notable: Bélgica Castro, María Cánepa, Tomás Vidiella, Alejandro Sieveking, Tennyson Ferrada, Sergio Hernández y Fernando González, con música de Sergio Ortega.
En 1969 dirigió El evangelio según San Jaime, una obra de Jaime Silva muy controvertida, puesto que el arzobispo de Santiago, Raúl Silva Henríquez, la consideró una franca agresión a la iglesia católica.
Fallece en Santiago el 15 de junio de 1974, a consecuencia de un ataque de uremia.

## Premios
- 1974, recibe el premio al mejor director.[1]